# Karersee
Der Karersee (italienisch Lago di Carezza, ladinisch Lech de Ciareja) befindet sich unterhalb des Karerpasses am Fuße des Latemar-Massivs in Südtirol (Italien). Er ist ein geschütztes Naturdenkmal.

## Name
Als Bezeichnung für eine Alm tritt der Name Char schon um 1300 schriftlich in Erscheinung. Der Name leitet sich von mittelhochdeutsch kar für ‚als Weideplatz benutzte Hochtalmulde‘ ab.

## Lage
Der See liegt in den westlichen Dolomiten im Latemarwald im oberen Eggental, knapp 20 Kilometer südöstlich von Bozen auf 1520 m Höhe im Gemeindegebiet Welschnofen. Die nächstgelegene Siedlung ist Karersee. Das rund 300 m lange und 140 m breite Gewässer wird von unterirdischen Quellen aus dem Latemargebirgszug gespeist. Tiefe und Größe des Sees sind merklich saison- und witterungsabhängig, die größte Tiefe wird mit etwa 22 m angegeben. Im Winter wird der See manchmal von Tauchern aufgesucht, die ihre Tauchgänge unter einer dicken Eisschicht durchführen und in Dokumentarfilmen das Unterwasser-Farbenspiel festhalten. Berühmt ist der kleine Bergsee vor allem für sein tiefgrünes Wasser und die sich über dem umgebenden Wald erhebende Bergkulisse mit der Latemargruppe im Süden und dem Rosengarten im Nordosten als Hintergrund. Um den See ranken sich viele Südtiroler Sagen, und zahlreiche Maler und Schriftsteller wählten das Motiv für ihre Gemälde oder Erzählungen.

## Erreichbarkeit
Erreichbar ist der See über die SS 241. Die vor allem im Sommer vielbefahrene Straße zum Karerpass führt in unmittelbarer Nähe am See vorbei. Der See ist umzäunt und seine Ufer dürfen nicht betreten werden.